# JP Cooper
JP Cooper, pseudonimo di John Paul Cooper (Middleton, 1º novembre 1983), è un cantautore britannico.
Conosciuto per la canzone Perfect Strangers, che è stata certificata platino nel Regno Unito, il suo singolo successivo è September Song. A settembre 2017 entra in rotazione radiofonica anche in Italia She's on My Mind.
Nel 2017 ha siglato un contratto con la Island Records.

## Discografia

### Album in studio
- 2017 – Raised Under Grey Skies
- 2022 – She

### EP
- 2012 – EP1
- 2012 – EP2
- 2013 – EP3
- 2014 – Keep the Quiet Out
- 2015 – When the Darkness Comes

### Singoli

#### Come artista principale
- 2016 – Five More Days (feat. Avelino)
- 2016 – Party
- 2016 – September Song
- 2017 – Passport Home
- 2017 – She's on My Mind
- 2017 – Wait
- 2017 – Momma's Prayers (featuring Stormzy)
- 2018 – All This Love
- 2019 – Sing It With Me (feat. Astrid S)
- 2019 – Losing Me (feat. Gabrielle Aplin)
- 2019 – The Reason Why (feat. Stefflon Don e Banx & Ranx)
- 2020 – In These Arms
- 2020 – Bits and Pieces
- 2020 – Little Bit of Love
- 2020 – Too Close
- 2020 – Is It Just Me? (con Emily Burns)
- 2021 – Holy Water
- 2021 – If the World Should Ever Stop
- 2021 – Call My Name
- 2021 – Runaway (con R3hab e Sigala)
- 2021 – We Cry
- 2022 – Need You Tonight (feat. Ray BLK)
- 2024 — Waiting On A Blue Sky
- 2024 — Diamonds & Gold

#### Collaborazioni
- 2012 – The Artist Inside (Don Diablo feat. JP Cooper)
- 2015 – Shivers (SG Lewis feat. JP Cooper)
- 2016 – Perfect Strangers (Jonas Blue feat. JP Cooper)

#### Singoli promozionali
- 2014 – Closer

#### Altre canzoni classificate
| Titolo     | Anno | Posizione massima | Album                                                   |
| Titolo     | Anno | SWE               | Album                                                   |
| ---------- | ---- | ----------------- | ------------------------------------------------------- |
| "Birthday" | 2017 | 54                | Fifty Shades Darker: Original Motion Picture Soundtrack |